# Karl Vorse Krombein
Karl Vorse Krombein, född den 26 maj 1912 i Buffalo, New York, död den 6 september 2005 i Lorton, Virginia, var en amerikansk entomolog som specialiserade sig på steklar.